# František Králík
František Králík, född den 12 april 1942 i Zlín, Tjeckoslovakien, död 7 september 1974 i Hranice, var en tjeckoslovakisk handbollsmålvakt. Han var med och tog OS-silver 1972 i München.